# Piccola Tre Valli Varesine
La Piccola Tre Valli Varesine est une course cycliste italienne qui se déroule au mois de mai autour de Casale Litta, en Lombardie. Créée en 1967, cette épreuve est organisée par la Società Ciclistica Alfredo Binda, qui dirige également la course professionnelle du même nom,. 
Jusqu'en 1999, la compétition est ouverte aux élites amateurs. Elle devient ensuite un événement réservé aux cyclistes juniors en 2007, après une interruption de six ans. Seule l'édition 2015 déroge à la règle, avec la tenue de quatre épreuves disputées par des participants plus jeunes. 

## Palmarès
| Année     | Vainqueur             | Deuxième               | Troisième           |
| --------- | --------------------- | ---------------------- | ------------------- |
| 1967      | Roberto Sorlini       | Arnaldo Caverzasi      | Vincenzo Tessari    |
| 1968      | Ottavio Crepaldi      | Antonio Carniel        | Bugini              |
| 1969      | Tommaso Giroli        | Piercarlo Ossola       | Enzo Trevisan       |
| 1970      | Giuliano Fontana (it) | Alfredo Chinetti       | Piercarlo Ossola    |
| 1971      | Pas organisé          |                        |                     |
| 1972      | Valerio Lualdi        | Giuliano Fontana (it)  | Mauro Minella       |
| 1973      | Tiziano Villa         | Vittorio Algeri        | Di Lorenzo          |
| 1974      | Giuseppe Bonalanza    | Claudio Passera        | Liberto Salmoiraghi |
| 1975      | Fausto Stiz           | Alessandro Pozzi       | Carlo Zoni          |
| 1976      | Paolo Rosola          | Domenico Perani (it)   | Luciano Sacher      |
| 1977      | Davide Pollio         | Giuseppe Parente       | Gianenrico Navetti  |
| 1978      | Ugo Balatti           | Antonio Bevilacqua     | Giuliani            |
| 1979      | Alessandro Paganessi  | Walter Delle Case (it) | Umberto Inselvini   |
| 1980      | Guido Bontempi        | Antonio Ferretti       | Giovanni Boni       |
| 1981      | Fabrizio Verza        | Bengt Asplund          | Alberto Saronni     |
| 1982      | Charkid Zagretdinov   | Patrizio Gambirasio    | Sauro Varocchi      |
| 1983      | Giuseppe Bertocchi    | Davide Retroni         | Adriano Baffi       |
| 1984      | Claudio Chiappucci    | Ezio Moroni            | Smith               |
| 1985      | Giuseppe Calcaterra   | Lionello Previtali     | Santjsiak           |
| 1986      | Fabrizio Nespoli      | Fausto Orsi            | Passera             |
| 1987      | Gianni Faresin        | Fausto Botta           | Paolo Ricciuti      |
| 1988      | Roberto Pelliconi     | Gianluigi Balestrieri  | Fausto Botta        |
| 1989      | Sandro Vitali         | Gianvito Martinelli    | Stefano Zanini      |
| 1990      | Giuseppe Gamba        | Enrico Pezzetti        | Stefano Dante       |
| 1991      | Giorgio Mercati       | Albertoli              | Simone Pedrazzini   |
| 1992      | Massimo Donati        | Nicola Miceli          | Ivan Luna           |
| 1993      | Oscar Pozzi           | Alessandro Baronti     | Mario Traversoni    |
| 1994      | Mario Traversoni      | Giuseppe Tartaggia     | Massimo Apollonio   |
| 1995      | Stefano Faustini      | Gianluca Vezzoli       | Oscar Pozzi         |
| 1996      | Ermanno Tonoli        | Daniele Zerbetto       | Mauro Gerosa        |
| 1997      | Paul Bertino          | Denis Fuser            | Ivan Basso          |
| 1998      | ?                     |                        |                     |
| 1999      | Michele Gobbi         | Cristian Sambi         | Claudio Lucchini    |
| 2000-2006 | Pas organisé          |                        |                     |
| 2007      | Luca Zanin            | Alessandro Stocco      | Mattia Cattaneo     |
| 2008      | Nejc Košir            | Mattia Bernardi        | Mirko Ulivieri      |
| 2009      | Giuseppe Fonzi        | Andrea Fedi            | Andrea Toniatti     |
| 2010      | Nicola Toffali        | Stefano Roncalli       | Matteo Marola       |
| 2011      | Pas organisé          |                        |                     |
| 2012      | Federico Zurlo        | Simone Cattaneo        | Oliviero Troia      |
| 2013      | Mattia Viel           | Nicola Bagioli         | Federico Burchio    |
| 2014      | Davide Plebani        | Marco Galimberti       | Filippo Rocchetti   |
| 2015 (1)  | Federico Arioli       | Mattia Pinazzi         | Lorenzo Bertolini   |
| 2015 (2)  | Francesco Vergobbi    | Emanuele Cacciatore    | Christian Bagatin   |
| 2015 (3)  | Matilde Vallari       | Alessia Musso          | Arianna Rossetti    |
| 2015 (4)  | Ludovica Molinari     | Sonia Rossetti         | Aurora Mantovani    |
| 2016      | Samuele Rubino        | Andrea Piccolo         | Davide Persico      |
| 2017      | Andrea Piccolo        | Alessandro Baroni      | Giacomo Villa       |
| 2018      | Andrea Montoli        | Francesco Vergobbi     | Giorgio Cometti     |
| 2019      | Alfio Bruno           | Michael Vanni          | Maurizio Cetto      |
| 2020      | Pas organisé          |                        |                     |
| 2021      | Nicolas Borsarini     | Sebastiano Minoia      | Matteo Lovera       |
| 2022      | Luca Giaimi           | Dario Igor Belletta    | Gabriele Casalini   |
| 2023      | Filippo Turconi       | Victor Benareau        | Thomas Capra        |
| 2024      | Mattia Stenico        | Nicola D'Alessandro    | Nicholas Travella   |
| 2025      | Guido Viero           | Pietro Galbusera       | Gabriele Scagliola  |